# Brey
Brey là một xã thuộc huyện Mayen-Koblenz bang Rheinland-Pfalz, phía tây nước Đức. Xã Brey có diện tích 6,41 km², dân số thời điểm ngày 31 tháng 12 năm 2006 là 1622 người.